# Omar Diop
Omar Diop (sinh ngày 18 tháng 3 năm 1981) là một cầu thủ bóng đá người Sénégal, hiện tại thi đấu cho Raja Casablanca ở vị trí tiền đạo.

## Câu lạc bộ[2]
- Hilal
- Madina
- Al Qadisiya
- Raja Casablanca